# John Hogg
John Hogg  (1800 — 16 de setembro de 1869) foi um naturalista britânico.
Foi um professor apaixonado pela história natural, publicando numerosas obras sobre os assuntos mais variados: 
- ornitologia: Catalogue of birds observed in South-Eastern Durham and in North Western Cleveland: with an appendix, containing the classification and nomenclature of all the species included therein, 1845 e  Classification of Birds; and particularly of the genera of European birds, 1846,
- botânica: A Catalogue of Sicilian Plants; with some remarks on the geography, geology, and vegetation of Sicily, 1842,
- Poríferas:  On the action of light upon the colour of the river sponge., 1840,
- lanfíbios: On the Classification of the Amphibia, 1839